# Robert Simonds
Robert Bruce Simonds, Jr. (nascido em 1964) é um produtor de cinema estadunidense. Seus mais de trinta filmes de estúdio de Hollywood têm gerado bem mais de US$6 bilhões em receita em todo o mundo, incluindo Cheaper by the Dozen e The Pink Panther com Steve Martin, Big Daddy e The Waterboy com Adam Sandler, e This Means War com a atriz vencedora do Oscar atriz Reese Witherspoon e Tom Hardy. Simonds também produziu uma série de filmes cult altamente rentáveis, incluindo The Wedding Singer, Joe Dirt, Half Baked, e Happy Gilmore. Neste sentido, ao longo de suas mãos sobre a produção de carreira Simonds teve o melhor registro único para a faixa de estúdio para a rentabilidade em seus filmes.
Simonds nasceu em Phoenix, Arizona, o filho de Robert Bruce Simonds, Sr., um homem de negócios. Ele se formou summa cum laude pela Universidade de Yale com uma licenciatura em filosofia.  Ele e sua esposa Anne vive em Los Angeles com seu filho e quatro filhas.

## Filmografia
1. Problem Child (1990) com John Ritter
2. Problem Child 2 (1991) com John Ritter
3. Shout (1991) com John Travolta
4. Airheads (1994) com Brendan Fraser, Steve Buscemi, e Michael Richards
5. Billy Madison (1995) com Adam Sandler
6. Happy Gilmore (1996) com Adam Sandler
7. Bulletproof (1996) com Damon Wayans e Adam Sandler
8. That Darn Cat (1997) como Christina Ricci
9. Leave It to Beaver (1997) com Christopher McDonald
10. Half Baked (1998) com Dave Chappelle
11. The Wedding Singer (1998) com Adam Sandler e Drew Barrymore
12. Dirty Work (1998) com Norm Macdonald
13. The Waterboy (1998) com Adam Sandler
14. Big Daddy (1999) com Adam Sandler
15. Screwed (2000) com Norm Macdonald e Dave Chappelle
16. Little Nicky (2000) com Adam Sandler
17. Head over Heels (2001) com Freddie Prinze, Jr.
18. See Spot Run (2001) com David Arquette
19. Joe Dirt (2001) com David Spade
20. Corky Romano (2001) com Chris Kattan
21. Just Married (2003) com Ashton Kutcher e Brittany Murphy
22. Cheaper by the Dozen (2003) com Steve Martin
23. Taxi  (2004) com Queen Latifah e Jimmy Fallon
24. Herbie: Fully Loaded (2005) com Lindsay Lohan
25. Rebound (2005) com Martin Lawrence
26. Yours, Mine and Ours (2005) com Dennis Quaid
27. The Pink Panther (2006) com Steve Martin e Beyoncé
28. The Shaggy Dog (2006) com Tim Allen
29. License to Wed (2007) com Robin Williams e John Krasinski
30. The Pink Panther 2 (2009) com Steve Martin
31. The Spy Next Door (2010) com Jackie Chan
32. Furry Vengeance (2010) com Brendan Fraser
33. This Means War (2012) com Reese Witherspoon, Tom Hardy, e Chris Pine